# Olympische Sommerspiele 1928/Leichtathletik – Speerwurf (Männer)
Der Speerwurf der Männer bei den Olympischen Spielen 1928 in Amsterdam wurde am 2. August 1928 im Olympiastadion Amsterdam ausgetragen. 28 Athleten nahmen teil.
Olympiasieger wurde der Schwede Erik Lundqvist vor dem Ungarn Béla Szepes. Bronze ging an den Norweger Olav Sunde.

## Rekorde

### Bestehende Rekorde
| Weltrekord         | 69,88 m | Eino Penttilä ( Finnland) | Viipuri, Finnland            | 1. Oktober 1927 |
| Olympischer Rekord | 65,78 m | Jonni Myyrä ( Finnland)   | Finale OS Antwerpen, Belgien | 15. August 1920 |

### Rekordverbesserung
Der schwedische Olympiasieger Erik Lundqvist verbesserte den bestehenden olympischen Rekord in der Qualifikation am 2. August um 82 Zentimeter auf 66,60 m.

## Durchführung des Wettbewerbs
Am 2. August gab es eine Qualifikationsrunde in vier Gruppen. Für das Finale, das am selben Tag stattfand, qualifizierten sich die sechs besten Werfer – hellblau unterlegt – aus den vier Gruppen. Dabei ging das Resultat der Qualifikation mit in das Endresultat ein.

## Qualifikation
Datum: 2. August 1928

### Gruppe 1
| Platz | Name             | Nation          | Weite   | Anmerkung |
| ----- | ---------------- | --------------- | ------- | --------- |
| 1     | Erik Lundqvist   | Schweden        | 66,60 m | OR        |
| 2     | Johan Meimer     | Estland         | 61,46 m |           |
| 3     | Erich Stoschek   | Deutsches Reich | 59,86 m |           |
| 4     | Sumiyoshi Kōsaku | Japan           | 59,05 m |           |
| 5     | Vilho Rinne      | Finnland        | 58,04 m |           |
| 6     | Charles Harlow   | USA             | 55,85 m |           |
| 7     | Otto Rottman     | Rumänien        | 50,93 m |           |

### Gruppe 2

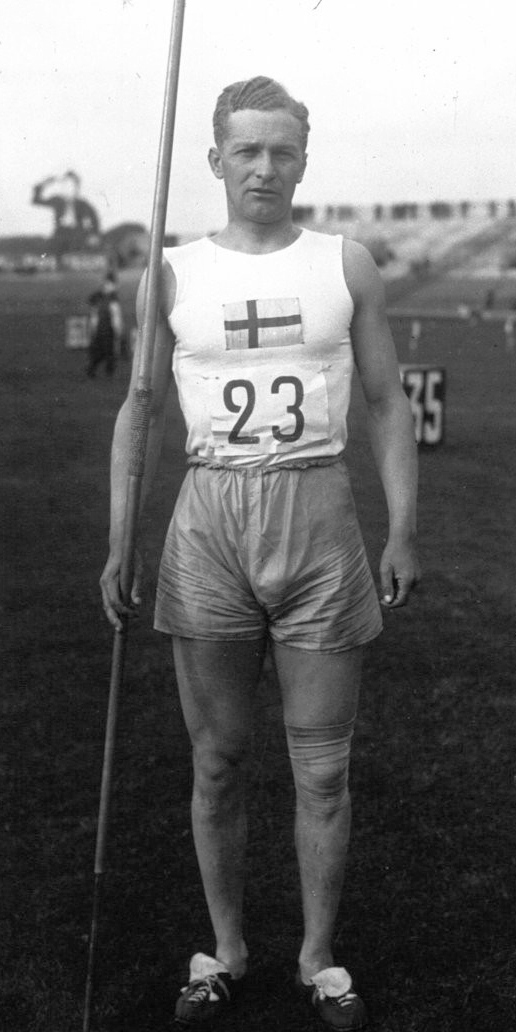
Nach Silber 1924 scheiterte Gunnar Lindström mit 58,69 m in der Qualifikation, Gruppe 2
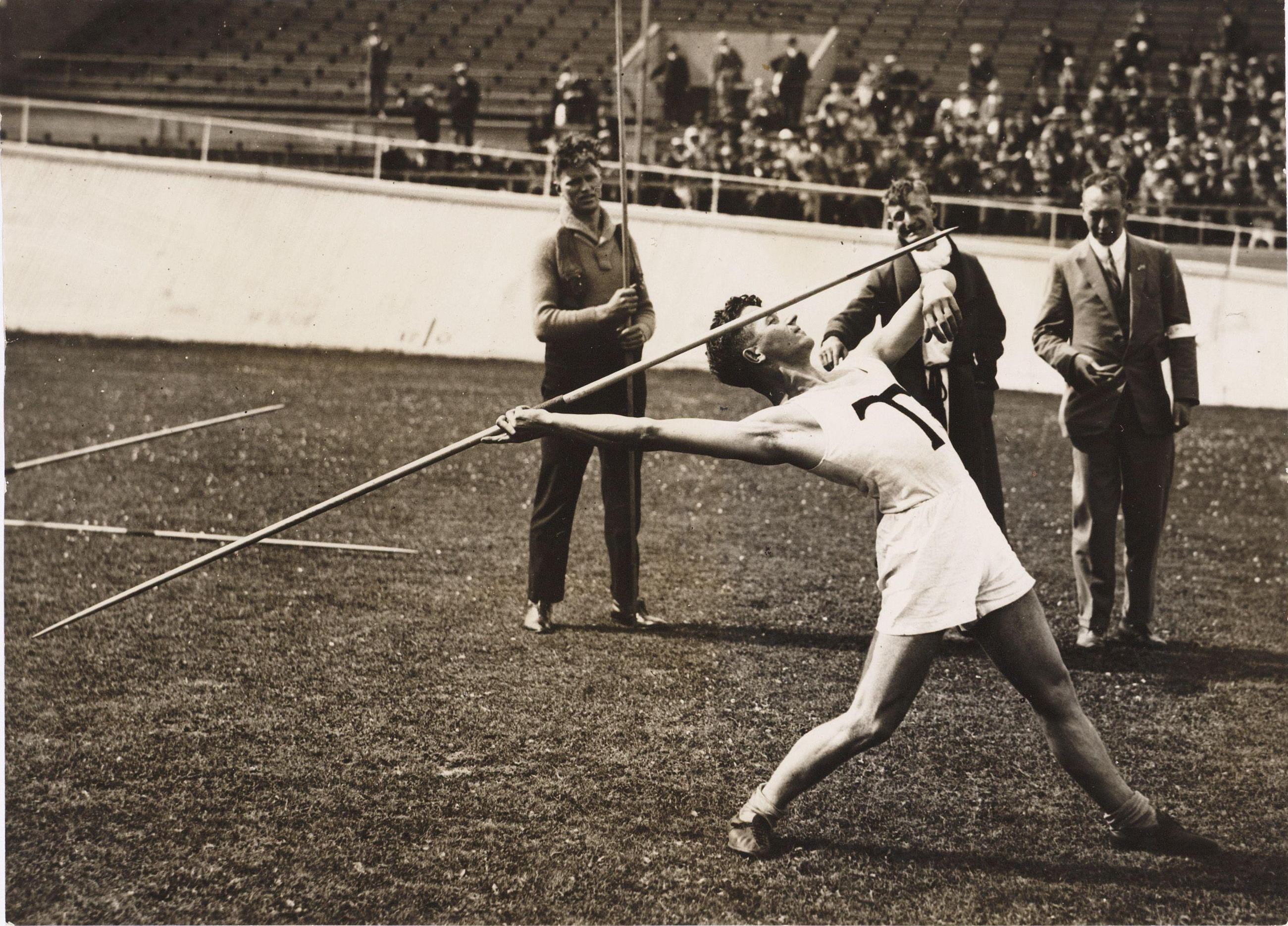
Jaap Knol – ausgeschieden mit 52,68 m in Qualifikationsgruppe 2
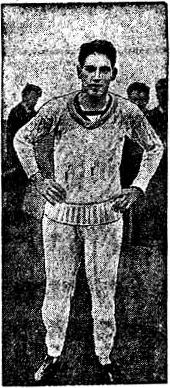
George Weightman-Smith – Olympiafünfter über 110 Meter Hürden – schied mit 54,37 m in Qualifikationsgruppe 3 aus

| Platz | Name             | Nation      | Weite   |
| ----- | ---------------- | ----------- | ------- |
| 1     | Béla Szepes      | Ungarn      | 65,26 m |
| 2     | Stanley Lay      | Neuseeland  | 62,89 m |
| 3     | Albert Lamppu    | Finnland    | 61,45 m |
| 4     | Gunnar Lindström | Schweden    | 58,69 m |
| 5     | Lee Bartlett     | USA         | 57,57 m |
| 6     | Gaston Étienne   | Frankreich  | 54,34 m |
| 7     | Jaap Knol        | Niederlande | 52,68 m |

### Gruppe 3
| Platz | Name                   | Nation                | Weite   |
| ----- | ---------------------- | --------------------- | ------- |
| 1     | Olav Sunde             | Norwegen              | 63,97 m |
| 2     | Paavo Liettu           | Finnland              | 63,86 m |
| 3     | Arthur Sager           | USA                   | 60,50 m |
| 4     | Jules Herremans        | Belgien               | 56,33 m |
| 5     | George Weightman-Smith | Südafrikanische Union | 54,37 m |
| 6     | Viktoras Ražaitis      | Litauen               | 51,16 m |
| 7     | Joop van der Leij      | Niederlande           | 47,73 m |

Creth Hines – ausgeschieden mit 57,17 m in Qualifikationsgruppe 4
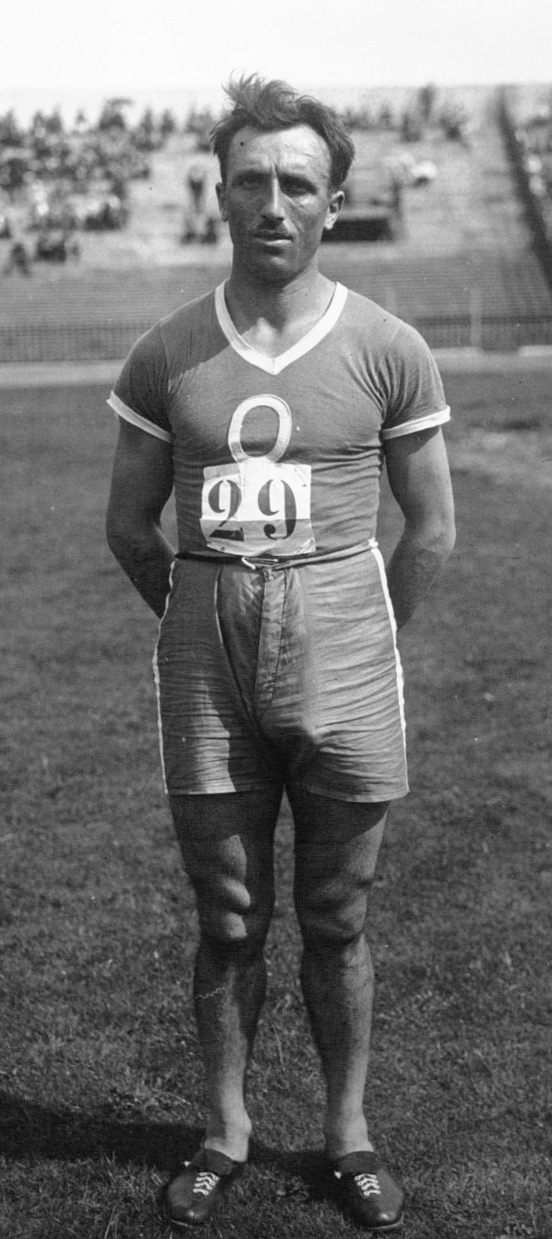
Emmanuel Degland – ausgeschieden mit 52,82 m in Qualifikationsgruppe 4

### Gruppe 4
| Platz | Name                   | Nation          | Weite   |
| ----- | ---------------------- | --------------- | ------- |
| 1     | Bruno Schlokat         | Deutsches Reich | 63,40 m |
| 2     | Eino Penttilä          | Finnland        | 63,20 m |
| 3     | Doral Pilling          | Kanada          | 59,16 m |
| 4     | Creth Hines            | USA             | 57,17 m |
| 5     | Georgios Zacharopoulos | Griechenland    | 55,50 m |
| 6     | Vilim Messner          | Jugoslawien     | 53,70 m |
| 7     | Emmanuel Degland       | Frankreich      | 52,82 m |

## Legende
Kurze Übersicht zur Bedeutung der Symbolik – so üblicherweise auch in sonstigen Veröffentlichungen verwendet:
| x | ungültig  |
| g | geschätzt |

## Finale und Resultat der besten Acht
Datum: 2. August 1928
|       |                |                 | Qualifikation                    | Qualifikation                    | Qualifikation                    | Finale                            | Finale                            | Finale                            |              |
| Platz | Name           | Nation          | 1. Versuch (m)                   | 2. Versuch (m)                   | 3. Versuch (m)                   | 4. Versuch (m)                    | 5. Versuch (m)                    | 6. Versuch (m)                    | Resultat (m) |
| ----- | -------------- | --------------- | -------------------------------- | -------------------------------- | -------------------------------- | --------------------------------- | --------------------------------- | --------------------------------- | ------------ |
| 1     | Erik Lundqvist | Schweden        | 66,600                           | 61,00 g                          | 60,50 g                          | 61,00 g                           | 61,580                            | 54,00 g                           | 66,60 OR     |
| 2     | Béla Szepes    | Ungarn          | 62,500                           | 65,260                           | 56,00 g                          | 000x                              | 62,50 g                           | 54,00 g                           | 65,26        |
| 3     | Olav Sunde     | Norwegen        | 62,50 g                          | 63,970                           | 63,800                           | 000x                              | 59,50 g                           | 55,00 g                           | 63,97        |
| 4     | Paavo Liettu   | Finnland        | 62,000                           | 63,860                           | 63,700                           | 55,00 g                           | 61,00 g                           | 63,760                            | 63,86        |
| 5     | Bruno Schlokat | Deutsches Reich | 58,00 g                          | 62,00 g                          | 63,400                           | 60,00 g                           | 57,50 g                           | 63,260                            | 63,40        |
| 6     | Eino Penttilä  | Finnland        | 56,000                           | 63,200                           | 62,00 g                          | 58,350                            | 56,00 g                           | 000x                              | 63,20        |
| 7     | Stanley Lay    | Neuseeland      | beste Qualifikationsweite: 62,89 | beste Qualifikationsweite: 62,89 | beste Qualifikationsweite: 62,89 | nicht für das Finale qualifiziert | nicht für das Finale qualifiziert | nicht für das Finale qualifiziert | 62,89        |
| 8     | Johan Meimer   | Estland         | beste Qualifikationsweite: 61,46 | beste Qualifikationsweite: 61,46 | beste Qualifikationsweite: 61,46 | nicht für das Finale qualifiziert | nicht für das Finale qualifiziert | nicht für das Finale qualifiziert | 61,46        |

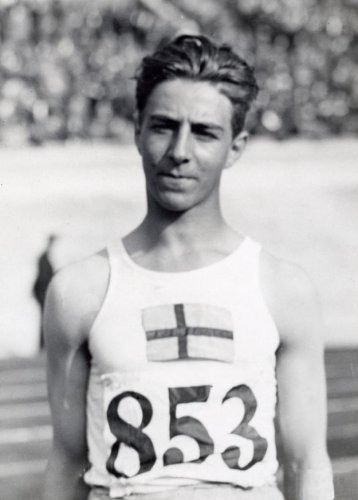
Olympiasieger Erik Lundqvist

Weltrekordler Eino Penttilä, der im Oktober 1927 die Weite von 69,88 m erzielt hatte, musste mit einer Fußverletzung zur olympischen Konkurrenz antreten. Fast aus dem Stand warf er 63,20 m, was immerhin noch zu Platz sechs reichte. Olympiasieger aber wurde der Schwede Erik Lundqvist. Seine 66,60 m aus dem Vorkampf bedeuteten gleichzeitig auch olympischen Rekord. Der Ungar Béla Szepes wurde Zweiter mit ebenfalls guten 65,26 m. Bronze ging mit 63,97 m an den Norweger Olav Sunde.

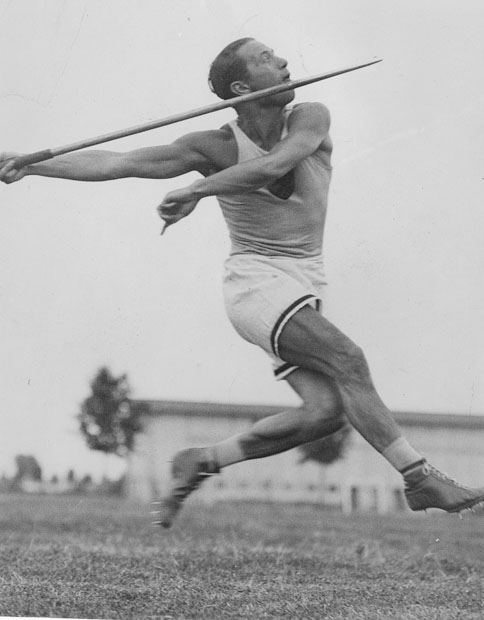
Silbermedaillengewinner Szepes Béla
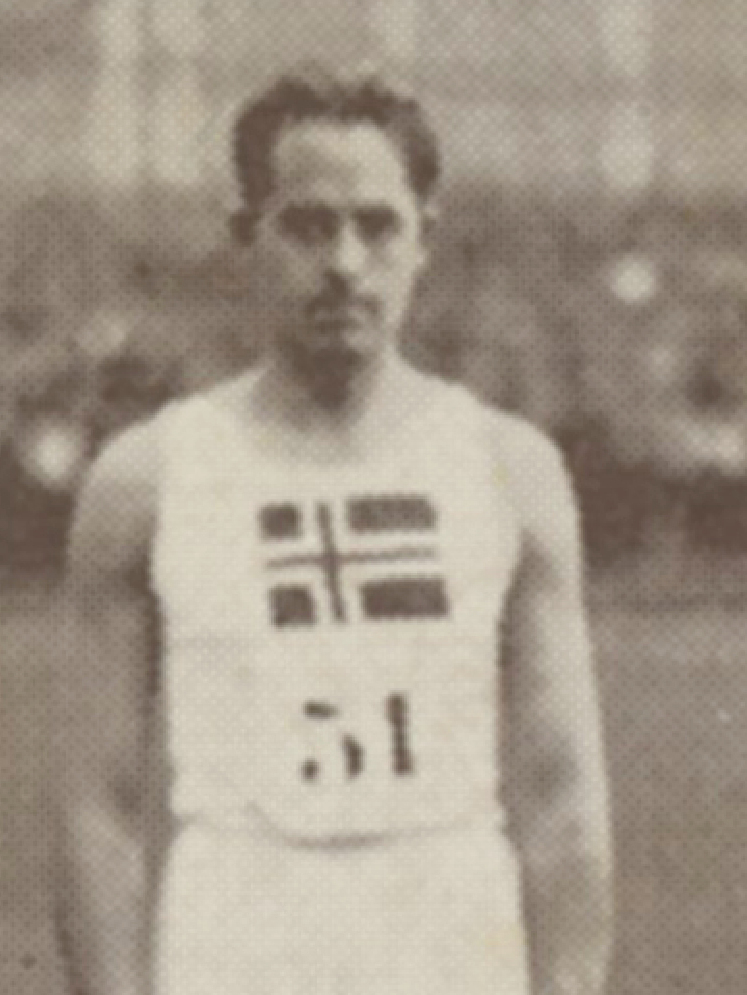
Bronzemedaillengewinner Olav Sunde (links)
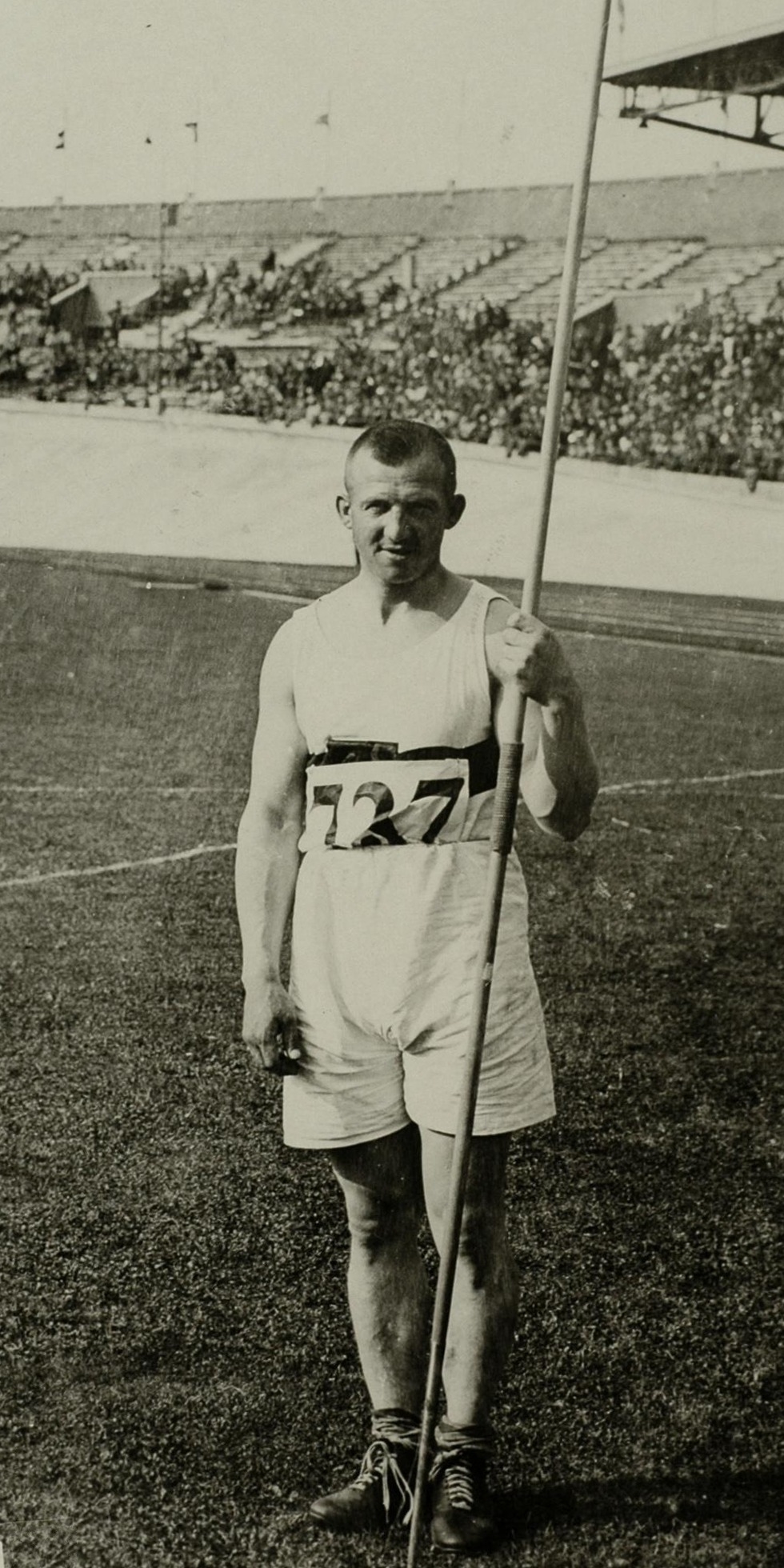
Bruno Schlokat erreichte Platz fünf
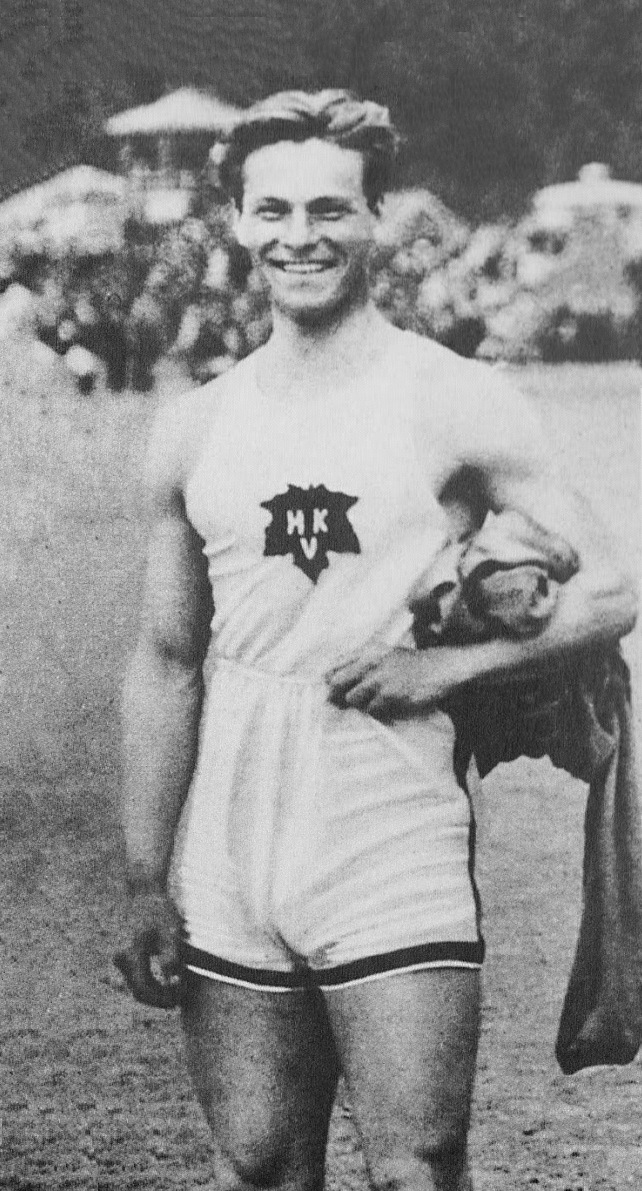
Der sechstplatzierte Eino Penttilä

## Video
- Youngster Erik Lundqvist Wins Javelin Gold - Amsterdam 1928 Olympics Youngster Erik Lundqvist Wins Javelin Gold - Amsterdam 1928 Olympics, youtube.com, abgerufen am 14. September 2017